# Nabuyongo Island
Nabuyongo Island, auch bekannt als Godsiba, ist eine kleine Insel im Victoriasee, Tansania. Sie bildet das östlichste Landgebiet der Region Kagera, 52 km östlich der Insel Bukurebe.
Während des Ersten Weltkriegs war sie Schauplatz eines Seegefechts zwischen britischen und deutschen Dampfern.